# سيف ويليام والاس
سيف ويليام والاس هو سيف ذو يدين عتيق يُزعم أنه ينتمي إلى ويليام والاس (1270-1305)، وهو فارس اسكتلندي قاد مقاومة الاحتلال الإنجليزي لاسكتلندا خلال حروب الاستقلال الاسكتلندي. يقال أن ويليام والاس استخدمه في معركة جسر ستيرلنغ عام 1297 ومعركة فالكيرك (1298).
 
طول السيف 5 قدم 4 بوصة (163 سـم).منها 4 قدم 4 بوصة (132 سـم) نصل. ويزن السيف 5.95 رطل (2.70 كـغ).
السيف معروض حاليًا في نصب والاس الوطني في ستيرلنغ، اسكتلندا.

## تاريخ
يُزعم أنه بعد إعدام ويليام والاس عام 1305، تلقى جون دي مينتيث، حاكم قلعة دمبارتون، السيف في أغسطس من ذلك العام، لكن لا توجد سجلات تذكر ذلك. بعد مائتي عام، في عام 1505، بقيت الروايات التي تنص على أنه بأمر من الملك جيمس الرابع ملك اسكتلندا، تم دفع مبلغ 26 شلنًا لصانع أسلحة مقابل «ربط سيف والاس بحبال من الحرير» وتزويده بـ «مقبض جديد وهبوط» وأيضًا مع«غمد جديد وحزام جديد». كان هذا الإصلاح ضروريًا لأنه، وفقًا للأسطورة، قيل أن غمد والاس الأصلي والمقبض والحزام مصنوع من الجلد الجاف لهيو دي كريسينغهام، الذي قُتل في معركة جسر ستيرلنغ. 
لم يتم العثور على أي سجلات مكتوبة أخرى للسيف لثلاثة قرون أخرى.  في عام 1875، أبلغت رسالة من مكتب الحرب أنه تم إرسال السيف في عام 1825 إلى برج لندن ليتم إصلاحه. في ذلك الوقت تم تقديمه إلى صموئيل ميريك من قبل دوق ولينغتون لفحصه. 
كان الدكتور ميريك خبيرًا في السيوف القديمة، لكنه قدر عمر السيف بفحص الحوامل فقط، والتي تم استبدالها في أوائل القرن السادس عشر. وهكذا خلص إلى أن السيف لا يمكن أن يعود تاريخه إلى ما قبل القرن الخامس عشر. ومع ذلك، لم يأخذ في الاعتبار النصل، الذي كان لابد أن يكون ذا أهمية بالنسبة لجيمس الرابع لربطه بالحرير ومنحه غمدًا جديدًا ومقبض وحزامًا، كما تم وصفه آنذاك باسم «سيف والاس».
تم استرداد السيف من دمبارتون بواسطة تشارلز روجرز، مؤلف كتاب والاس. جدد روجرز، في 15 أكتوبر 1888، المراسلات مع وزير الدولة للحرب، مما أدى إلى تفويض اللواء القائد للقوات في شمال بريطانيا بتسليم السلاح لرعايته للحفاظ عليه في نصب والاس التذكاري. 

## الدقة التاريخية
هناك سبب وجيه للاعتقاد بأن هذا السيف كما هو الآن لا ينتمي إلى ويليام والاس. لا يمتلك النصل ميزة أكمل - وهي ميزة شبه عالمية للشفرات مع هذا النوع من المقطع العرضي (عدسي) إلا في السيوف العملية في عصر النهضة. من المحتمل أن يكون النصل في حالته الأصلية هو نوع Oakeshott XIIIa (المعروف أيضًا باسم Espée de Guerre أو سيف الحرب العظمى)، والذي أصبح شائعًا بحلول منتصف القرن الثالث عشر. يكون لمثل هذه السيوف نصل طويل وعريض بحواف متوازية تنتهي برأس مستدير أو ملق. القبضة، أطول مما كانت عليه في السيوف الاسكتلندية السابقة، عادة ما تكون حوالي 15 سم (حوالي 6 بوصة)، يسمح باستخدام اليدين بشكل جيد. من المحتمل أن تكون الحواجز المتقاطعة منحدرة (في نمط المرتفعات اللاحقة) أو مستقيمة، وكانت الحلق إما بشكل منتظم من الجوز البرازيلي أو على شكل قرص ولكن ربما تكون هذه الحالة عبارة عن حلق مفصص مستوحى من أسلوب الفايكنج.
يكشف الفحص الدقيق أنه قد يكون مكونًا من قطع سيوف مختلفة مثبتة معًا. جزء من هذا يمكن أن يأتي من سيف أواخر القرن الثالث عشر. كتب ديفيد كالدويل،  أنه «بصرف النظر عن إعادة تشكيل الدرع (جزء من السيف)، فإن هذا السيف لا يبدو غير نموذجي من السيوف ذات اليدين المستخدمة في الأراضي المنخفضة في اسكتلندا في أواخر القرن السادس عشر أو أوائل القرن السابع عشر.» (الصفحة 174) وأن النصل يحتوي على ريكاسو (اسلوب بصناعة السيف)، وهي ليست سمة من سمات العصور الوسطى. ومع ذلك، يبدو أن الشفرة مصنوعة من 3 قطع منفصلة مطرقة ملحومة معًا. تحتوي القطعة السفلية على مقطع عرضي من الماس بالارض، وبالتالي ربما يكون سيفًا من القرن الثالث عشر، وبالتالي هناك بعض الأمل لأولئك الذين يعتقدون أن سيف والاس موجود هناك. قد يكون السيف مثالاً لسفينة ثيسيوس. 